# Henry McCall
Sir Henry William Urquhart McCall (Largs, 11 giugno 1895 – Wonston, 23 marzo 1980) è stato un ammiraglio britannico.

## Carriera
McCall si unì alla Royal Navy come guardiamarina sull'incrociatore HMS Hyacinth presso il Capo di Buona Speranza, nel 1908. Prestò servizio nella prima guerra mondiale come sottotenente sul piroscafo HMS Daffodil dal 1915. Dal 1916 fu ufficiale esecutivo sul cacciatorpediniere HMS Nepean nella Grand Fleet e dal 1918 sul cacciatorpediniere HMS Westcott. Fu presente all'autoaffondamento della flotta tedesca a Scapa Flow nel 1919. Nel 1932 divenne comandante del cacciatorpediniere HMS Achates, nella Mediterranean Fleet, e nel 1938 divenne attaché della marina all'ambasciata di Buenos Aires.
Prestò servizio nella seconda guerra mondiale dal 1940 come ufficiale comandante dell'incrociatore HMS Dido. Dal 1943 fu poi capo di stato maggiore di sir Percy Noble, capo della delegazione navale britannica a Washington. Nel 1944 ricevette il comando della corazzata HMS Howe nel Sud-est asiatico.
Nel 1950 venne nominato viceammiraglio della Reserve Fleet, prima di ritirarsi in pensione nel 1953.